# Simon Eikelenberg

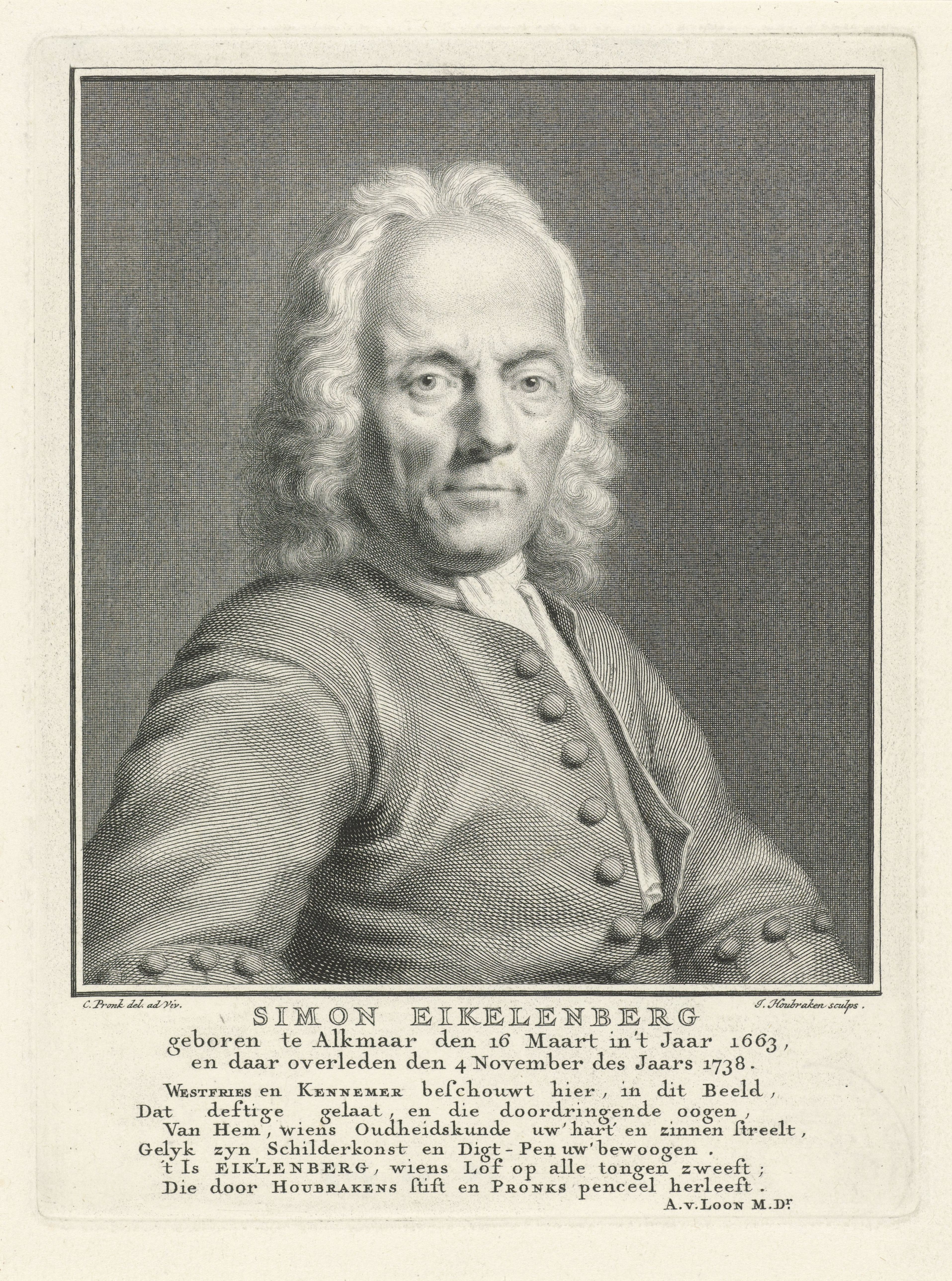
Portret van Simon Eikelenberg door Jacob Houbraken.

Simon Eikelenberg (Alkmaar, 16 maart 1663 - aldaar, 4 november 1738) was een Nederlands geschiedschrijver en kunstschilder die zich richtte op de geschiedschrijving van de regio Alkmaar, met name Noord-Kennemerland en West-Friesland.

## Leven
Simon Eikelenberg was een zoon van Aalbert Harmensen en Claasje Claas. Hij werd op 18 maart 1663 gedoopt in de Remonstrantse kerk van Alkmaar. Hij trouwde met Katalijntje Moerbeek Kornelisdr. uit Purmerend. Eikelenberg begon zijn loopbaan als ‘schuiermaker’ (borstelmaker), ging daarna schilderen en werkte van 1704 tot zijn pensionering in 1735 op 72-jarige leeftijd als "stadsbaas" bij de Alkmaarse gemeentewerken en bij de plantsoenendienst als "opzigter der stads werklieden van de wateren en plantsoenen". In die tijd ontwikkelde hij zich tot ijker (1715). Hij was in Alkmaar en omgeving een bekende figuur, die zich bij herhaling liet portretteren.
Eikelenberg was al vroeg geïnteresseerd in de geschiedenis van zijn stad en omgeving. Al op 15-jarige leeftijd publiceerde hij zijn Kronykje d’Alkmaar, twee jaar later gevolgd door zijn Aantekeningen over schilderkunst. Voor de geschiedenis van het klooster van Egmond is van belang zijn vertaling uit 1732 van de Abtenkroniek van Johannes a Leydis (Jan Gerbrandis van Leiden). Deze kroniek, getiteld Opusculum de gestis regalium abbatum monasterii sancti Athalberti ordinis sancti Benedicti in Egmonda, was geschreven tussen 1477 en 1484 in opdracht van abt Nicolaus van Adrichem en gepubliceerd door Antonius Matthaeus III.
De belangrijkste bijdrage van Eikelenberg aan de geschiedschrijving betreft zijn boek Alkmaar en zyne Geschiedenissen, dat in 1739 postuum werd uitgegeven en in 1747 met aanvullingen van Gysbert Boomkamp werd herdrukt.
Eikelenberg is van belang vanwege zijn historiografische werk, maar ook vanwege zijn bijdrage aan de beweging van de Rijnsburger Collegianten.

## Werken
- Kronykje d’Alkmaar 1678
- Aantekeningen over schilderkunst 1700
- Gedaante en gesteldheid van Westfvriesland voor den jare MCCC en teffens den Ondergang van het Dorp Vroone; Aantonende dat de gemeene vertelling van een Belegering en Verwoesting van een magtige Stad, die Vroonen zoude geheeten hebben, niet anders is dan een Verdigtzel, en Verders bevattende, de Verklaaring van verscheide Oudheden, Alkmaar, Klaas Mol, 1714
- Kronyk van Egmond of Jaarboeken der Vorstelyke Abten van Egmond, In ’t Latyn beschreeven door Broeder Jan van Leyden, Van der Karmeliten Ordre; Vertaald door Kornelis van Herk, Overgezien, vervolgt, en met de Vertaalinge der Grafschriften verrykt, door Gerard Kempher: Vermeerdert met een Lyst van de Donatien , en de naamen der gemeen, die in d’ Abdye begraaven zyn. Met Afbeeldingen. Alkmaar, Simon van Hoolwerf, 1732.
- Alkmaar en zyne Geschiedenissen, Alkmaar, Simon van Hoolwerf, 1739; Rotterdam, Philippus en Jakobus Losel, 1747 (bewerkt door Gysbert Boomkamp).

## Voetnoten
1. ↑  Bronnen en portret Simon Eikelenberg bij de Digitale Bibliotheek voor de Nederlandse Letteren (dbnl)